# 聖ヒエロニムスのいる聖母子
『聖ヒエロニムスのいる聖母子』（せいヒエロニムスのいるせいぼし、伊：Madonna col Bambino scrivente e san Girolamo）は、イタリアのルネサンス期ウンブリア派の画家、ピントゥリッキオが1481年に制作した板上の油彩画である。ドイツのベルリン絵画館に所蔵されている。

## 概要
絵画は稀な構図を示している。聖母は本に書きこみをしている幼子イエス・キリストを抱いており、イエスの聖典への介入が示唆されている。右側は聖ヒエロニムスで、枢機卿の衣服で識別でき、聖母マリアが座っている大理石の玉座に本を置いている。本は、聖ヒエロニムスの伝統的な知識の属性の一つである。
イエスは真珠で裏打ちされたコアフを身に着けている。これは、当時の別のピントゥリッキオの作品である『聖ヒエロニムスと聖クリストフォロスの間のキリストの磔刑』(ボルゲーゼ美術館) に見られる。フィオレンツォ・ディ・ロレンツォによっても使用されたこのコアフは、後にピントゥリッキオによって放棄され、自由な巻き毛に取って替わられた。
右側には、ルネサンスのウンブリア派の典型的な要素である開けた風景がある。